# Songo (música)
El songo es un ritmo cubano derivado del son montuno, elaborado a partir de los años setenta dentro de la orquesta Los Van Van de Juan Formell. Su paternidad se atribuye generalmente al percusionista y baterista José Luis Quintana, alias Changuito. 
El songo es esencialmente un ritmo aunque algunos tienden a considerarlo un género pues permite la inclusión de otros estilos contemporáneos no latinos como el jazz y/o el funk. Fue desarrollado en La Habana por percusionistas y bandas como la de Changuito y  Los Van Van, la Ritmo Oriental, Los Latinos, Los Reyes 73, Grupo Irakere y otros. El songo es el ritmo derivado del son y es antecesor a la  timba o "salsa cubana", una especie de salsa-son, pero con timbre cubano.
Muchos músicos latinos han descrito el songo como un tipo de música soul; Juan Formell decía que "es la síntesis de una personalidad, de una manera de ser y de sentir la música, un resumen de culturas y manera de hacer de un músico polifacético y original."
Cuando se toca el songo, la percusión siempre toca al pedal un patrón básico llamado "tumbao", y luego construye con las manos. El tumbao es tocado con el bombo en el 4º golpe y en el silencio del 2º de un compás de 4/4. La percusión en el songo es tocada apasionadamente en primera línea, lo que no significa que dos baterías o timbales puedan tocar al mismo tiempo.
- Datos: Q1756680